# 21541 Фріскоп
21541 Фріскоп (21541 Friskop) — астероїд головного поясу, відкритий 17 серпня 1998 року.
Тіссеранів параметр щодо Юпітера — 3,243.